# Euchalinus reticulatus
Euchalinus reticulatus är en stekelart som först beskrevs av Cameron 1904.  Euchalinus reticulatus ingår i släktet Euchalinus och familjen brokparasitsteklar. Inga underarter finns listade i Catalogue of Life.